# A Beach Full of Shells
A Beach Full of Shells  è un disco di Al Stewart pubblicato nel 2005

## Disco
The Immelman Turn è una manovra di acrobazia aerea che prende il nome dall'asso dell'aviazione tedesca Max Immelmann che l'ha inventata durante la prima guerra mondiale.
Mr. Lear è parzialmente ispirata a The Life Of My Uncle Arly di Edward Lear.
Class of '58 ha un delicato incipit per piano e voce per poi passare a ritmiche rock & roll.
Come nel precedente Down in the Cellar Laurence Juber produce e arrangia.

## Tracce
Tutte le canzoni scritte da Al Stewart
1. The Immelman Turn – 4:39
2. Mr. Lear – 3:00
3. Royal Courtship – 4:11
4. Rain Barrel – 4:00
5. Somewhere in England 1915 – 6:57
6. Katherine of Oregon – 3:07
7. Mona Lisa Talking – 4:26
8. Class of '58 – 4:09
9. Out in the Snow – 2:52
10. My Egyptian Couch – 2:18
11. Gina in the Kings Road – 3:48
12. Beacon Street – 3:19
13. Anniversary – 2:53

## Musicisti
- Al Stewart - voce, chitarra acustica, tastiere
- Laurence Juber – chitarra acustica ed elettrica, programmazione arrangiamento archi, percussioni
- Jim Cox - piano, B3
- Domenic Genova – chitarra basso
- Michael Jochum - batteria, percussioni
- Steve Forman – percussioni, bodhrán, ossa (bones) in 1
- Novi Novog – viola in 1
- Dave Nachmanoff - chitarra acustica in 4, coro in 8
- Robert Kirmsee – coro
- Steve Lively – coro

Archi suonati da "The Section String Quartet"
- Eric Gorfain – violino
- Daphne Chan -  violino
- Leah Katz – viola
- Richard Dood - violoncello